# Squatinella microdactyla
Squatinella microdactyla is een raderdiertjessoort uit de familie Lepadellidae. De wetenschappelijke naam van deze soort is voor het eerst geldig gepubliceerd in 1906 door Murray.